# جون مورتون (متسابق بياثل)
جون مورتون (بالإنجليزية: John Morton)‏ هو متسابق بياثل أمريكي، ولد في 3 أبريل 1946 في كين في الولايات المتحدة.

## وصلات خارجية
- جون مورتون على موقع أوليمبيديا (الإنجليزية)